# Malacolimax wiktori
Malacolimax wiktori es una especie de molusco gasterópodo de la familia Limacidae en el orden de los Stylommatophora.

## Distribución geográfica
Es  endémica de España.